# 高香草酸
高香草酸，化学式C9H10O4，是儿茶酚胺代謝產物，由儿茶酚-O-甲基转移酶催化产生。